# Власово (Опочецький район)
Власово (рос. Власово) — присілок в Опочецькому районі Псковської області Російської Федерації.
Населення становить 2 особи. Входить до складу муніципального утворення Пригородна волость.

## Історія
Від 2015 року входить до складу муніципального утворення Пригородна волость.

## Населення
| 2001 | 2002 | 2010 | 2013 | 2014 | 2015 | 2016 |
| ---- | ---- | ---- | ---- | ---- | ---- | ---- |
| 27   | ↘19  | ↘9   | ↘5   | ↘4   | →4   | ↘2   |